# 재홍콩 일본인
재홍콩 일본인(일본어: 在香港日本人 자이홍콩니혼진[*])은 홍콩에 거주하는 일본인을 가리킨다. 재홍콩 일본인의 수는 미국인, 영국인, 캐나다인의 수보다 규모가 적은 편이며, 2015년 일본 통계당국의 조사에 따르면 홍콩 시민권을 가진 일본인의 인구는 27,429명이다. 유형별로는 재외 사업가와 그 가족이 1순위를 차지하며, 그 다음으로는 독신 여성이 가장 많다. 한편으로 홍콩은 중국 본토를 방문하는 일본인 관광객들이 가장 많이 찾는 도시로, 2004년 영사관 자료에 따르면 100만 명 이상이 홍콩을 방문한 것으로 조사되었다.

## 역사

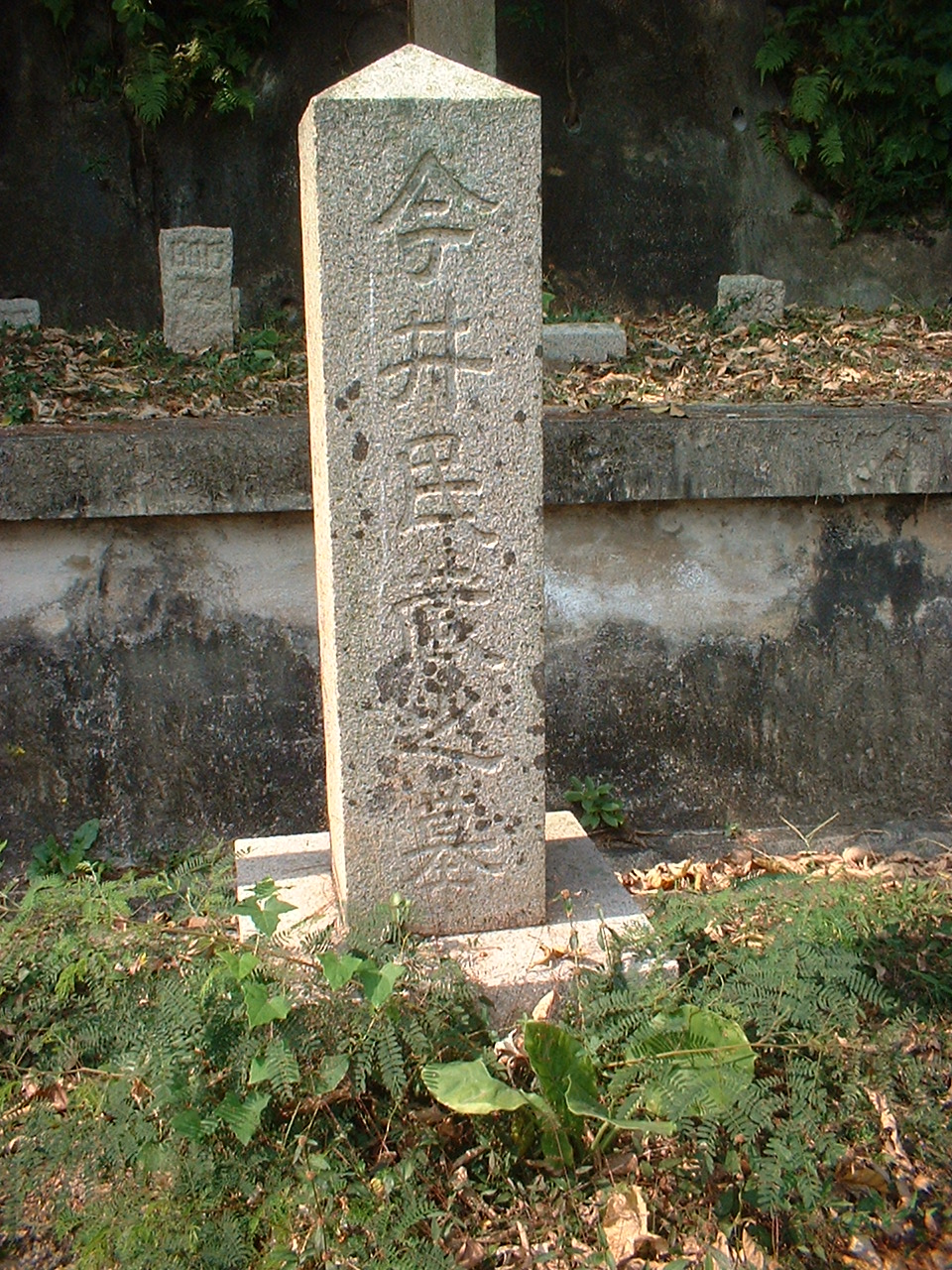
해피밸리 홍콩 공동묘지에 자리한 일본인 묘비

### 기원
일본인이 처음으로 홍콩으로 이주한 사례는 도쿠가와 막부 말기로 거슬러 올라간다. 당시 일본인의 국내 이탈을 금하는 쇄국정책이 철폐되면서 일본과 홍콩, 상하이를 잇는 정기 운항편이 개시되었다. 이를 통해 일본인 무역상과 원정 매춘부들이 조금씩 해외에 정착하기 시작하였다. 1880년 당시 홍콩에 거주하는 일본 국민은 남성 26명, 여성 60명이었지만 메이지 시대 말기인 1912년에는 총인구수가 200명까지 늘었다. 국외 이미지를 높이는 데 주력하던 일본 정부는 이들 이민자의 다수를 차지하던 매춘부들을 못마땅하게 생각하여 '가라유키상' (해외로 나간 사람)이라 에둘러 칭하기도 했다. 초창기 매춘부들은 나가사키발 석탄수송선에 밀항하여 홍콩으로 향하는 경우가 잦았다.
1885년 미나미 사다쓰케 일본 영사는 일본인의 매춘업 관여를 단속하는 비공식 차원의 협약을 영국 식민당국과 체결하였다. 매춘 허가를 받은 일본인 여성의 수는 52명으로 줄이고 그밖에 허가 신청을 낸 사람은 관련 기관에 회부하여 본국 송환 준비를 하거나 완자이의 성병원에 수용토록 하는 것이었다. 이후 이들의 출신지는 조금씩 바뀌기 시작하였다. 1902년 노마 세이치 영사가 작성한 보고서에 의하면 이러한 젊은 여성들이 가장 많이 건너온 항구는 기타큐슈시 모지구라고 밝히고 있는데, 관계자들이 항구 부근의 모지코역에서 나오는 젊은 여성들을 대상으로 모집한다는 것이다. 하지만 일본 영사관은 이러한 매춘 단속 과정에서 현지 일본인 사회로부터는 별다른 협력을 받지 못했는데, 접객업게에서 일하는 일본인 사업가들은 주로 매춘부 손님과 변소 사용료에 의존하고 있었기 때문이었다.

### 1931년 반일 소요 사태
1931년 일본이 만주사변을 일으키면서 일본인과 홍콩 현지의 중국인 사이에 긴장감이 흐르기 시작했다. 1931년 9월 20일 《공상일보》(工商日报)가 만주사변 소식을 처음으로 전하면서 강력하게 규탄하고, 중국인 독자들로 하여금 "들고 일어나자"고 호소하였다. 난징의 국민당 정부는 9월 23일을 만주 사변에 대한 국치일로 삼았다. 그리고 같은 날 저녁 일본인들이 많이 살던 완자이의 존스턴 로드 일대에 소요가 벌어졌다. 이때 일본에 반감을 가진 중국 청년들이 일본인 소유의 술집에 돌을 던지는 사건이 일어났는데, 알고보니 그 가게는 미국인과 영국인 선원들이 주로 애용하던 곳으로 밝혀지는 후문도 전해진다. 다음날에는 케네디 타운의 어느 일본인 학교에 걸려 있던 일장기가 불에 태워졌고, 25일까지 일본인이 폭행당하는 사건이 이어졌다.
소요 사태의 정점은 일본인 일가족 살해 사건이었다. 중추절인 9월 26일 가우룽싱 부근에 살던 야마시타 일가족 다섯 명이 수백 명의 중국 시위대에게 끌려나와 린치를 당했다. 부모는 칼에 찔려 현장에서 사망하고 조모와 두 손주는 병원으로 옮겨져 그곳에서 사망했다. 이 사건으로 식민당국은 그날 저녁 군대를 소집, 비상사태를 선포해 다음날까지 유지하였다. 이후 일본에 소요 사태 소식, 특히 야마시타 일가족 살해 사건이 뒤늦게 전해졌으며, 일제가 1932년 상하이 사변을 일으키는 구실로 삼기도 하였다.

### 일본군의 점령
소요 사태 이후 십여 년간 일본인 인구는 더 이상 늘지 않았다. 다만 완자이와 케네디타운 일대에서는 일본인 학교가 계속 운영되었다. 태평양 전쟁 발발 이후 일본군이 대영제국에 선전포고한 뒤 홍콩 전투를 치루면서, 홍콩의 일본인 인구는 급감하여 80명에 불과하게 되었다. 이 당시에는 만주사변 이후 세워진 만주국의 경우처럼 일본군이 침략한 지역에는 일본 민간인들이 정착하는 경우가 많았지만, 1941년부터 1945년까지의 일본군 점령 기간 동안 홍콩에는 소수의 관료와 공무원들을 제외하면 일본 민간인이 급격히 유입되지는 않았다.
기존에 재홍콩 일본인들이 이용하던 기관들은 일본군이 점거해 군용으로 사용하였다. 예를 들어 홍콩의 일본어 일간지였던 홍콩일보는 일본어판 발행을 중단하였지만 중국어판과 영어판은 발행을 지속하여 상부로부터 공식 승인된 뉴스를 전하는 용도로 이용되었다. 일본군은 여느 점령지와 마찬가지로 홍콩 사람들에게도 혹독한 통치를 가하였지만, 홍콩에 남은 일본 민간인 중에서는 곤경에 처한 중국인 이웃을 돕고자 했던 사람들도 있었다. 예컨대 훗날 법조인으로 활동하는 패트릭 유는 회고록에서 가족들을 데리고 홍콩을 탈출해 마카오와 광저우 만 (당시 각각 포르투갈령과 프랑스령으로 일본군 점령 지역이 아니었음)을 거쳐 중국 본토로 탈출하는데 성공하였는데, 이 과정에서 일본 학교의 교장으로부터 큰 도움을 받았다고 회고한다.

### 전후 시대

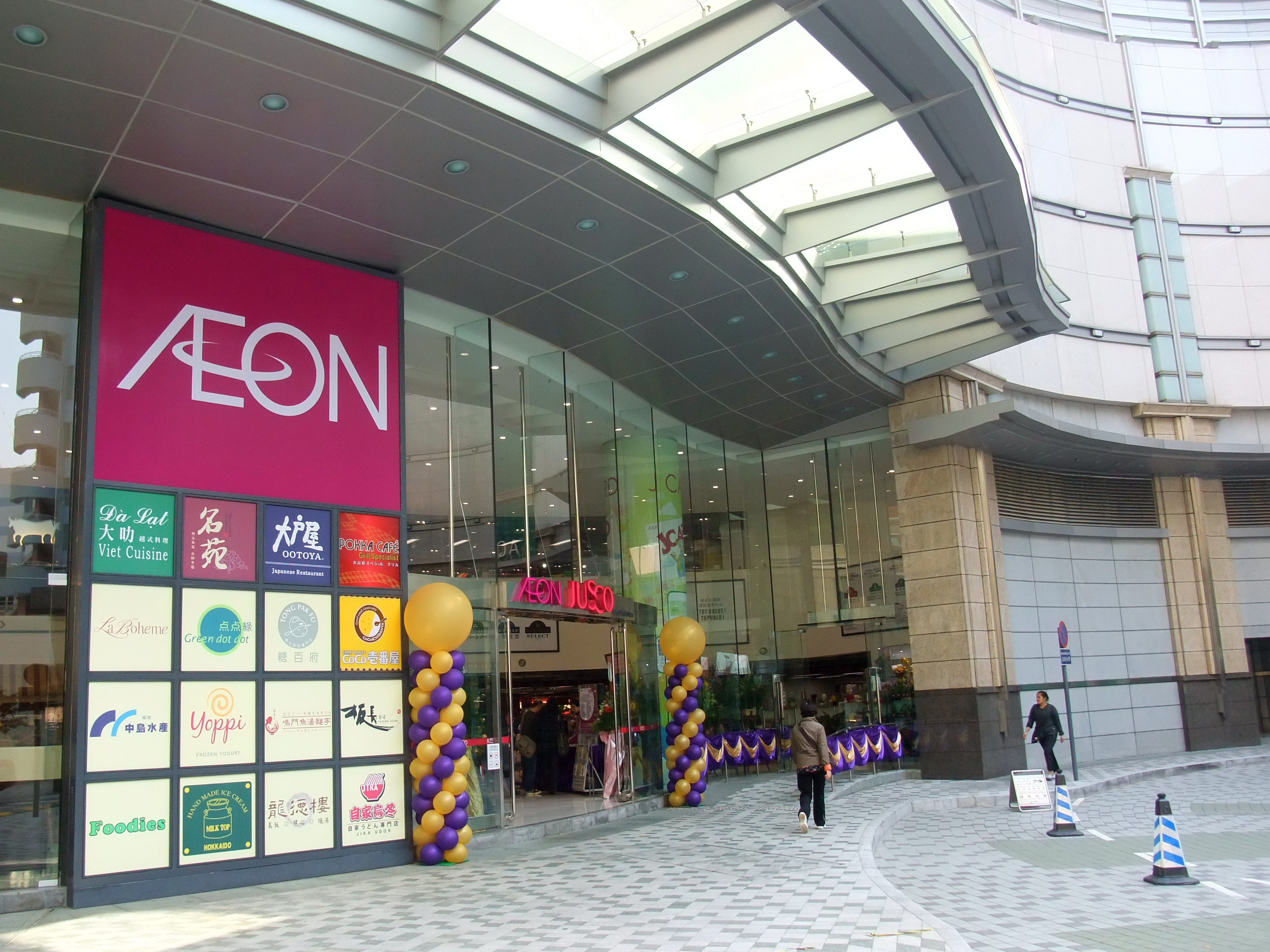
홍콩에서 가장 큰 일본계 소매점인 AEON

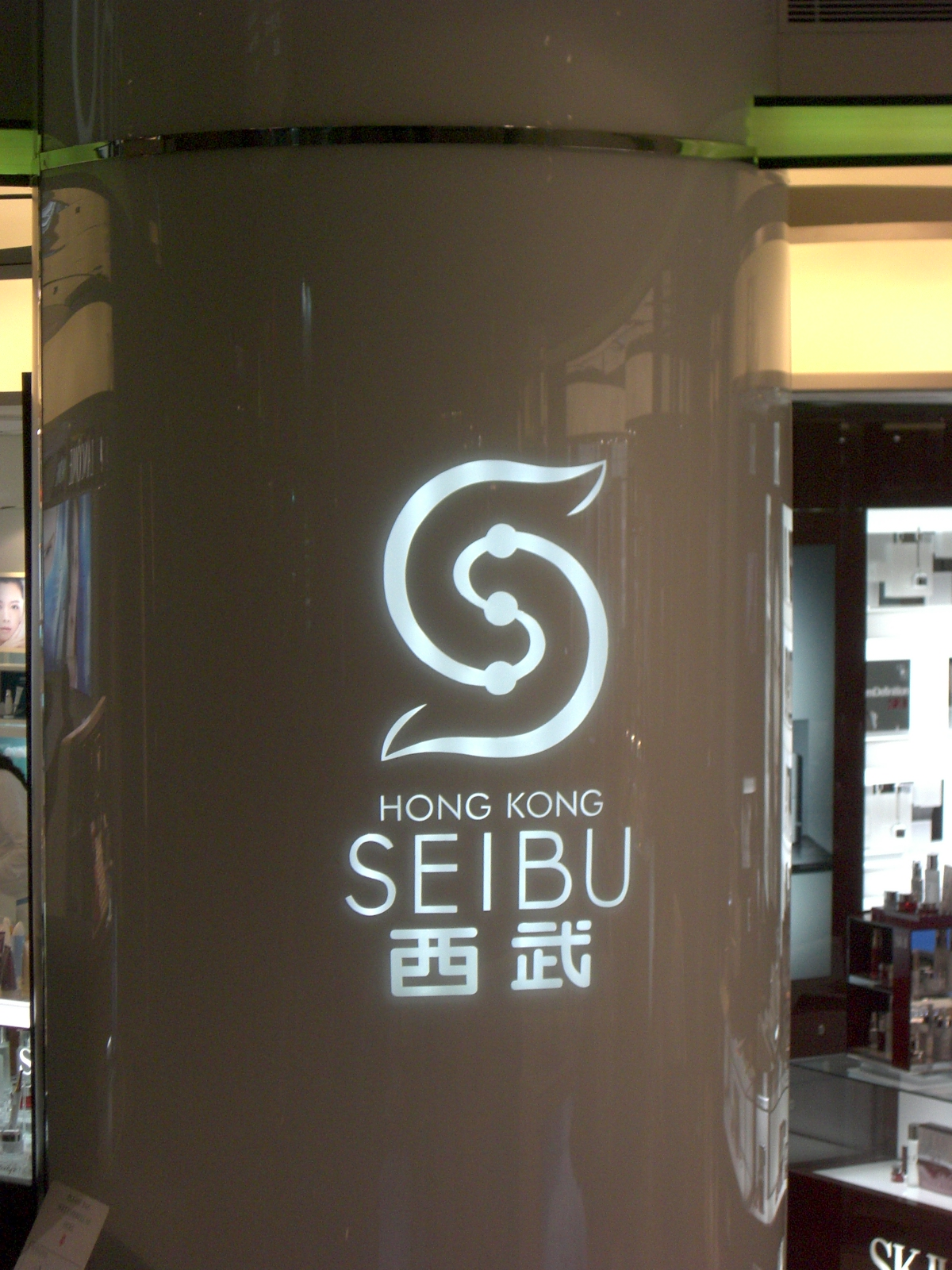
랭엄 광장의 세이부 백화점 홍콩지점

전쟁이 끝난 뒤 일본 경제가 부흥을 일으키면서 일본인의 해외 투자가 급증하였고, 홍콩에 거주하는 일본인의 숫자도 증가하게 되었다. 1960년대에는 일본인 학생들을 중점으로 한 외국인 학교인 홍콩 일본인 학교가 세워졌고 1987년 6월부터는 일본어 주간지인 《홍콩 포스트》 (香港ポスト)가 발행을 개시하였다. 1981년 7,802명에 불과했던 재홍콩 일본인의 숫자는 1999년 23,480명으로 급증하여 런던이나 뉴욕의 일본인 인구와 맞먹는 수준이 되었다. 또 인구 성장과 더불어 일본계 기업의 수도 가파른 상승을 보였는데 1988년 1,088개 기업에서 1994년 2,197개 기업으로 불과 6년 사이에 두 배가 되었다. 1997년 중국의 개혁개방과 홍콩 반환으로 홍콩과 중국 본토 간의 경제적 통합이 진행되기 시작하자, 다수의 일본 기업들도 그 추세에 발맞춰 국경 너머 선전과 광저우 등지로 사업영역을 이전하기도 했다. 이로 인해 홍콩의 일본인 인구수는 1999년을 정점으로 줄어들기 시작하였다. 2001년 홍콩통계국 조사에 따르면 재홍콩 일본인의 인구수는 14,100명으로 이전 인구의 33%가 줄어들었다. 하지만 곧바로 인구수가 반등하기 시작하면서 2004년 일본 영사관 조사에서는 25,600명이 거주하는 것으로 나타났다. 홍콩에서 일본인이 가장 많이 사는 지역은 동구로, 전체 인구의 0.64%인 2,878명이 일본계였다.

## 이민의 양상
해외 일본인 동포사회는 "본국과 문화적, 경제적, 정치적 연대를 유지하는 것을 최우선으로 삼는 ... 해외의 일본인 마을"로 설명하는 경우가 적지 않다. 하지만 2001년 딕슨 웡이 야오한 직원들을 대상으로 진행한 연구에서는 이 같은 생각이 홍콩에서 일하는 사무직 여성에게는 해당되지 않는다고 반박한다. 홍콩으로 건너온 일본인 중에서는 사업가와 그 가족인 경우가 여전히 대다수지만, 90년대 들어서부터는 일본 독신 여성들이 남성 중심의 일본 국내 직장환경에서 벗어나 홍콩으로 이주해 오는 일종의 '붐'이 일기 시작했다. 주로 영어권 국가들을 대상 국가로 삼았던 기존 이민자들과는 달리, 이들 여성은 홍콩이나 다른 아시아 도시로 가서 경력을 쌓는다. 특히 이 기간에 홍콩으로 건너온 미혼 내지는 이혼한 여성 중 30%가 해외 경험을 쌓기 위해서라는 조사 결과가 있다. 독신 여성들이 이민을 원할 뿐만 아니라 홍콩에 주재하는 일본 기업들도 일본 본토의 기업보다 여성들을 더 고용하고 더 많이 승진시킨다는 통계도 있는데, 이는 남성 직원을 고용할 때 자녀 교육비나 그밖의 재외거주민 혜택 등을 수당에 합하는 경우가 적지 않기 때문에, 그 비용을 생각한 결과이기도 하다.
일본계 기업의 현지 중국인 직원은 같은 직급이라 하더라도 일본 경영인과 현지 경영인 사이의 영향력 차이를 확실히 감지한다. 홍콩으로 건너오는 일본 여성들은 중국어 (광둥어나 보통화)를 배워 말하겠다는 일념이 있지만 정작 도착한 뒤로는 영어로만 소통해도 충분히 일상 생활을 할 수 있을 뿐만 아니라, 영어로 말하면 오히려 현지인과의 관계에서 상대적으로 특권적인 위치에 자리한다는 사실을 깨닫게 된다. 2011년 인구조사에서 스스로를 일본인으로 인식하는 응답자를 대상으로 사용 언어를 조사한 결과 77.4%가 일본어를 일상 언어로 꼽았고, 17.2%가 영어, 광둥어 3.9%, 보통화 1.0%라는 결과가 나왔다. 일상 언어 외에 추가로 쓰는 언어가 무엇인지를 묻자 64.3%가 영어로 압도적인 1위를 차지하였고, 그 뒤로 18.7%가 광둥어와 보통화, 19.5%가 일본어였다 (복수 응답이 허용됐기 때문에 전체 비율을 합산하면 100%를 초과한다). 반대로 일상 언어로도 추가 언어로도 사용하지 않는 언어를 조사한 결과 보통화가 81.3%, 광둥어가 77.4%였으며 영어는 18.4%, 일본어는 4.1%였다.

## 교육

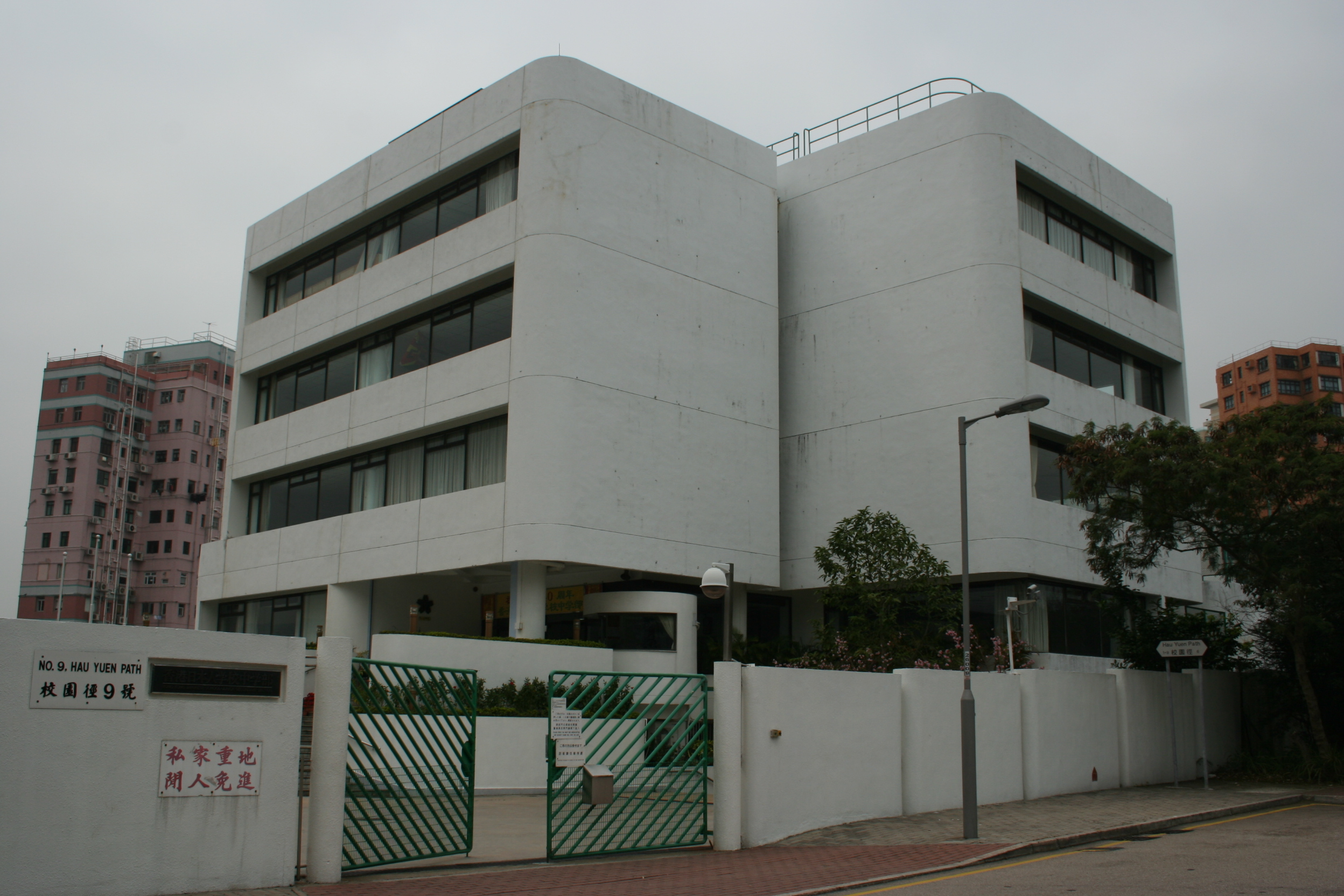
홍콩 일본인 학교 제2캠퍼스

홍콩 내 일본인들을 위한 국제 일본학교인 홍콩 일본인 학교가 있다.
한편 홍콩일본인보습수업교 (香港日本人補習授業校, 홍콩 니혼진 호슈주교코)라는 이름의 학교도 있는데, 홍콩에 거주하는 일본 어린이들을 위한 보충학습 학교라고 할 수 있다.

## 유명인
- 스콧 매캔지 - 다트 선수. 브라질에서 자랐으며 일본계와 스코틀랜드계 혼혈이다. 6살 때 영국으로 이주했다가 1996년부터 홍콩에 거주하였으며 세계 정상급 무대에서 활약하고 있다.

## 같이 보기
- 주홍콩 일본 총영사관